# Carlos Manuel Gonçalves Alonso
Carlos Manuel Gonçalves Alonso, meglio noto come Kali (Luanda, 11 ottobre 1978), è un ex calciatore angolano, difensore.

## Caratteristiche tecniche
È un difensore centrale.

## Carriera
Nel maggio 2006 è stato convocato in Nazionale dal CT angolano Luís de Oliveira Gonçalves per rappresentare il proprio paese ai Mondiali in Germania.
Carlos è stato impiegato da Gonçalves come difensore centrale per tutte le tre partite del torneo in coppia con Jamba: con questi due difensori il portiere ha subìto due soli gol.